# Tom Nyman
Tom Nyman, född 17 oktober 1961 i Vasa, är en finländsk tenorsångare. 
Efter att ha tillhört rhythm and bluesgruppen The Roots i Vasa antogs Nyman vid Sibelius-Akademin där han studerade för bland andra Tom Krause och Anssi Hirvonen. Han debuterade 1990 vid Finlands nationalopera (prinsen i Saapasjalkakissan prinssi av Cornel Trăilescu) och uppträdde samma år vid Nyslotts operafestival som Tamino i Trollflöjten; därefter många lyriska tenorroller. Han är en ofta anlitad solist i körverk av bland andra Wolfgang Amadeus Mozart, Georg Friedrich Händel och Johann Sebastian Bach (till exempel evangelisten i Matteuspassionen), och har även varit solist med ledande körer, bland dem Jubilate och Ylioppilaskunnan Laulajat. 